# Josep del Hoyo Calduch
Josep del Hoyo Calduch (Barcelona, 22 de junio de 1954) es un médico, ornitólogo, divulgador y editor español.
Fue médico rural y, más tarde, presentador de espacios de divulgación en televisión.

## Vida profesional
En 1977, recibió su doctorado en medicina y cirugía por la Universidad Autónoma de Barcelona. De 1978 a 1980, ejerció como médico rural en Roda de Ter (Comarca de Osona). De 1980 a 1981, realizó una gira de observación de aves de 13 meses por 15 países africanos. En 1981, realizó seminarios de ornitología en la Escuela Teórico-práctica de Zoología Animal y Primatología Aplicada en el Zoo de Barcelona. En la década de 1980, trabajó como director de programas y colaborador de asesores de salud en la televisión y la radio españolas, incluyendo Curar-se en salut (1984) en TV3 y Catalunya Matí, en la emisora de servicio público Catalunya Ràdio (1985). Curar-se en salut es también el nombre de una serie de libros para los cuales publicó, entre 1985 y 1986, 30 títulos. Escribió numerosos artículos en periódicos y revistas, entre ellos El País, La Vanguardia, The International English Journal (Barcelona), Periplo, Quercus y Geomundo de Miami.

## Editor
En 1989, fundó, junto con el abogado y coleccionista Ramon Mascort Amigó y el naturalista Jordi Sargatal, la editorial Lynx Edicions dedicada a ornitología y naturaleza. El objetivo inicial de Lynx Edicions fue el desarrollo y publicación de la obra Handbook of the Birds of the World («Manual de las Aves del Mundo»), una enciclopedia de 17 volúmenes que describe e ilustra todas las especies de aves del mundo. La idea de la creación de dicha obra nace en la mente de Josep del Hoyo tras un viaje ornitológico por África (1980-1981), ante la necesidad de consultar una obra que identifique a todas las especies de aves del mundo, y comprobar que dicha obra no existía.
La editorial tiene, entre otras obras, publicado el Handbook of the Mammals of the World

## Obra
Una selección de su obra:
| - La salud y al medio ambiente, 1982. - Guía Médica, 1983. - Atlas Ornitólogic de Catalunya, 1984. - Naturaleza salvaje, 1984. - Curar-se en salut, 1985–1986. 30 títulos. - Sexualitat, 1986. | - Observar Ocells a Catalunya, 1989. - Handbook of the Birds of the World, 1992–2013. - Handbook of the Mammals of the World, 2009-2019. - Medicina e salute, 1993. - Guía visual del embarazo y del parto, 1996. |